# Ак-Кубек
Ак-Кубек (д/н — 1550) — астраханський хан у 1532—1533, 1545—1546, 1547—1549 роках, тюменський хан у 1515—1550 роках. Ймовірно тотожній з Агра-ханом з рязанських літописів.

## Життєпис
Походив з родини Ахматовичів роду Тукатимуридів, гілки династії Чингізидів. Старший син тюменського хана Муртази. 1514 року після смерті батька владу перебрав його стрийко Хаджи-Ахмад, але вже у 1515 році повалений астраханським ханом Джанібеком. Втім за підтримки кабардинців та знаті тюменських татар Ак-Кубек зумів отримати трон, визнавши зверхність Джанібека. Вимушений був приборкувати напівнезалежних беків. також стикнувся з нападами волзьких козаків.
З послабленням Астраханського ханства, посиленням боротьби між ногайськими мурзами, Ак-Кубек вирішив втрутитися у справи цієї держави. Він отримав допомогу від кабардинців та Газікумухського шамхальства, завдяки чому повалив 1532 року астраханського хана Касима II, захоповши владу. Намагався зміцнити ханську владу та посилити незалежність від Ногайської Орди. Натомість 1533 року ногайці на чолі із Саїд-Ахмад-беєм повалили Ак-кубека, поставивши на трон Абдул-Рахмана.
Повернувся до Тюмена. Про цей період обмаль відомостей. Втім ймовірно користувався авторитетом івладою в Кабарді, оскільки отримав звідти допомогу, з якою 1545 року повалив Абдул-Рахмана, відновившись на троні Хаджи-Тархану. 1546 року повалений небожем Ямгурчі. Напевне в цейчас вже не мав достатньо сил та підтримки в Тюменському ханстві, оскільки звернувся до кримського хана Сахіб I Ґерая, який у 1547 році втретє відновив Ак-Кубека на троні Хаджи-Тархану. Тоді ж зміг посилити владу в Тюмені.
1549 року повалений Ямгурчі за підтримки московитів, а ногайці на чолі із Ісмаїл-беєм завдав удару Тюменському ханству, яке суттєво сплюндрував. Ак-кубек діяв у степу до самої смерті у 1550 році. Його син Абдулла перейшов на московську службу.